# Letland ved sommer-PL 2012
Letland konkurrerede med otte konkurrenter ved Sommer-PL 2012 i London, Storbritannien fra 29 august - 9 september 2012.

## Medaljevindere
| Medalje | Navn          | Sport   | Event                      | Dato         |
| ------- | ------------- | ------- | -------------------------- | ------------ |
| Guld    | Aigars Apinis | Atletik | Mændenes kuglestød F52-53  | 31. august   |
| Sølv    | Aigars Apinis | Atletik | Mændenes diskoskast F51-53 | 6. september |